# Masia
|  | Per a altres significats, vegeu «La Masia (desambiguació)». |

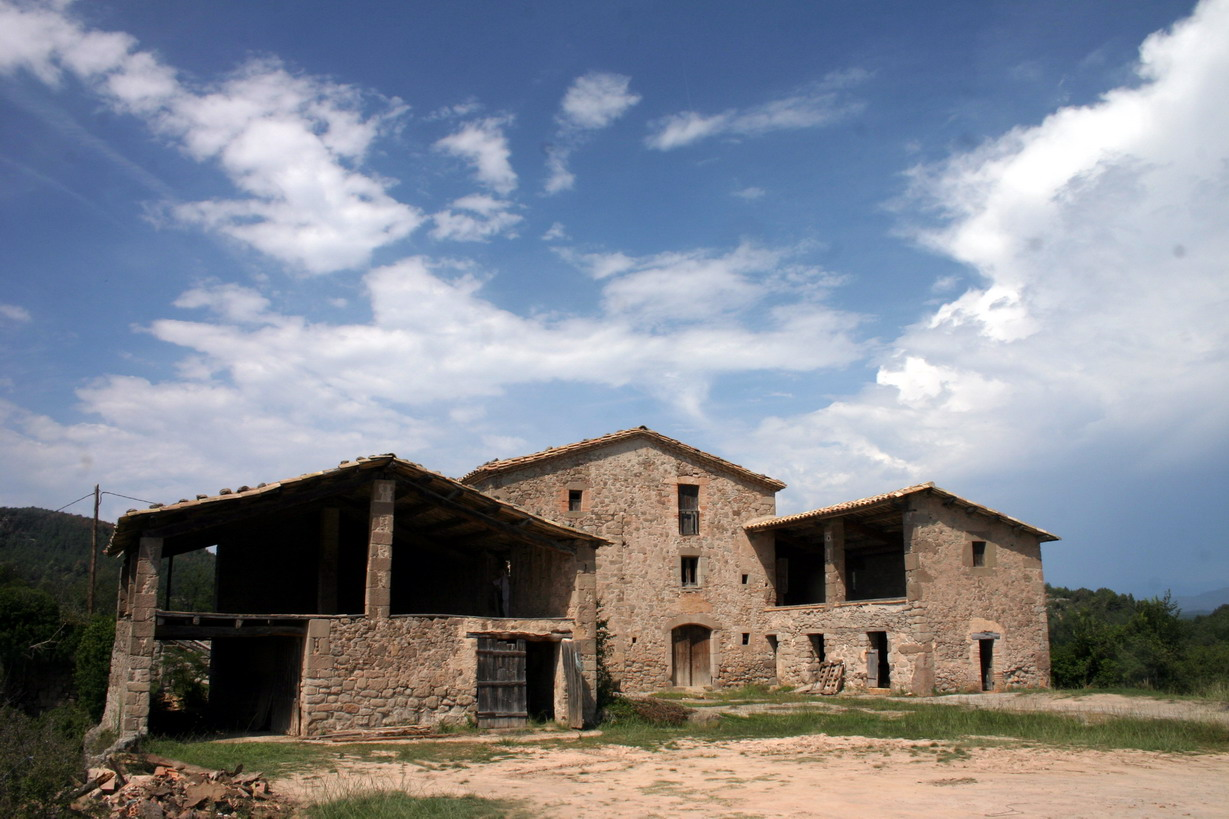
El Castell (Lluçà), masia dels segles amb pallers i altres dependències per al bestiar.

Una masia és l'edifici central d'un mas, dins una explotació agrícola solitaria o allunyada del nucli d'un poble. Cal distingir entre masia, en referència a l'edifici o construcció principal, i mas, que és el conjunt de casa, terres de conreu i boscos d'una propietat. No obstant també s'empra el terme mas per referir-se a una masia. El mas i la masia integren una unitat d'explotació agrària.
El terme masia és derivat de mas que prové del llatí mansus: «lloc de residència», derivat del veb manere «restar, romandre».
La masia és un edifici gran i aïllat amb terres pròpies o adscrites al voltant, generalment de dues o tres plantes i amb teulada de dos vessants, tot i que poden ser construccions més complexes i allotjar diferents estances adossades a l'edifici principal destinat a habitatge. Sovint el pis superior (golfa) es fa servir com a graner o assecador. Depenent del lloc, hi ha tipologies de masia adaptades als tipus de conreu o ramaderia de l'àrea geogràfica concreta: masies cerealistes a l'Empordà, ramaderes al Lluçanès, vitícoles al Penedès i hortícoles al delta del Llobregat.
Les masies presenten una gran diversitat de formes. L'estructura i la grandària varien d'acord amb el medi físic on es troben i segons l'època constructiva, l'estatus dels seus propietaris, l'activitat productiva a què es dediquen i les transformacions que han sofert al llarg dels anys.
L'origen històric i econòmic de masies i masos es remunta al mansus del període carolingi a la Catalunya Vella, que va consolidar una estructura econòmica familiar sòlida que és transmesa per herència que tenia com a base les terres com a suport principal de la subsistència. Això va produir la inversió i el conreu variat de productes i l'aprofitament combinat dels recursos de l'agricultura i la ramaderia.

## Definició

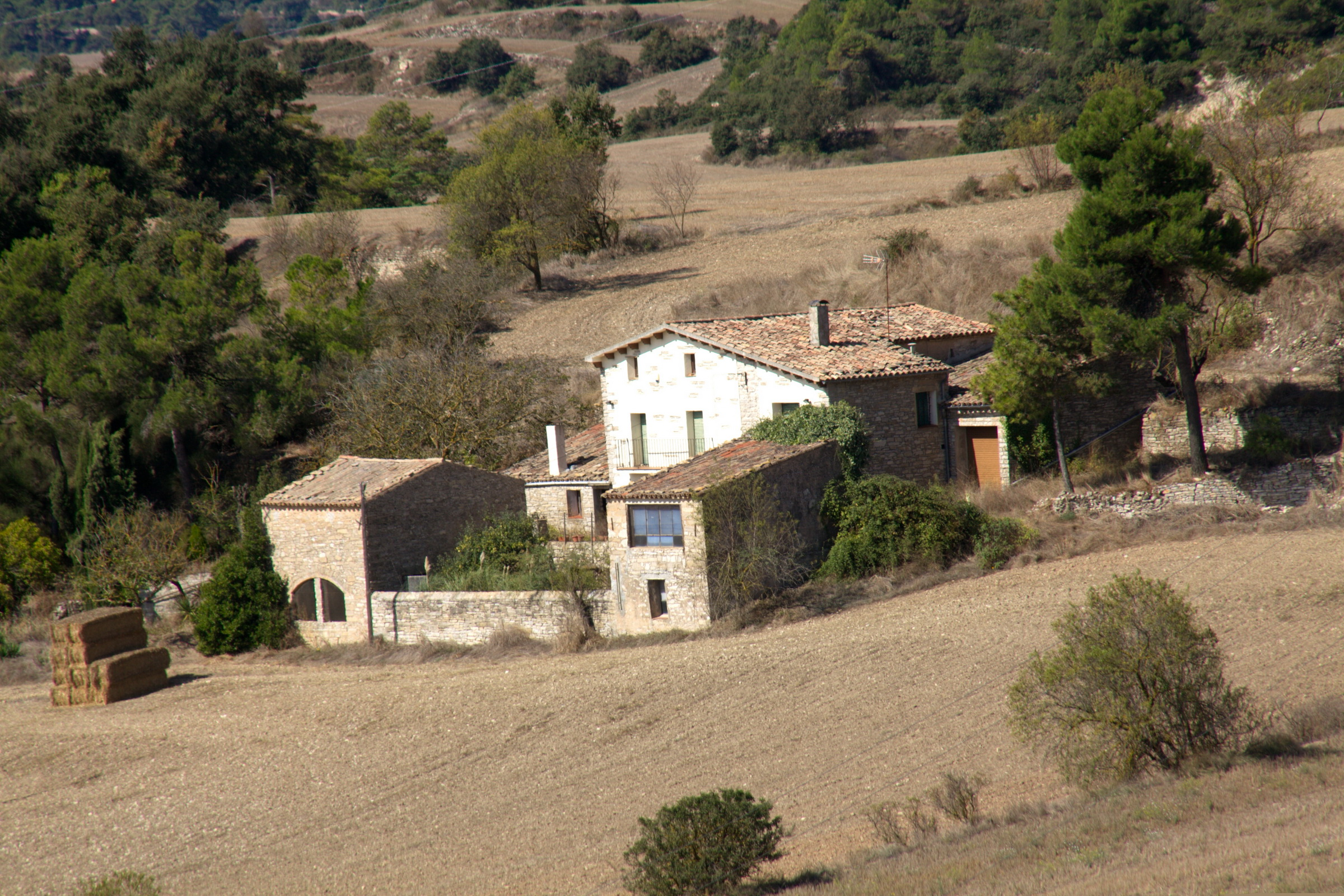
Masia de cal Porta a Llorac, Conca de Barberà.

Marc-Aureli Vila a La casa rural a Catalunya. Cases aïllades i cases de poble, precisa que l'habitacle rural no ha de ser per força una casa isolada i que pot formar part d'un nucli concentrat de població. Vila també diu que un habitacle o casa, per a que es pugui considerar rural, cal que l'economia dels seus habitants depengui de les activitats econòmiques rurals (ramaderes, agrícoles, boscanes o de pesca). L'Enciclopèdia Catalana defineix la masia com una casa agrícola aïllada, on les construccions del mas són sempre dins el sector de conreus i resten separades del bosc (segons Bolòs, 1976). Ramon Ripoll conclou que la masia es va construir perquè el pagès pogués viure a la vora dels camps que treballava, on acollís la família, aixoplugués el bestiar i guardés les collites. La majoria dels autors defineixen la masia com una edificació estretament relacionada amb l'activitat agrícola i que l'economia de la casa depèn del treball del camp. Actualment, moltes masies es troben engolides dins de nuclis urbans o urbanitzats, ara ja fora del context agrari que les va originar.
La masia és una edificació típica de la població disseminada de pagesos o ramaders distanciada dels nuclis urbans. Com denota la grandària de moltes masies, antany, a les cases de pagès hi vivia molta gent: l'amo, l'hereu, els altres germans cabalers, la família extensa, mossos i pastors. Eren centres de producció, on es feia el vi, es molia la farina o es produïa oli. A més a més, s'hi engreixava el porc i s'hi elaboraven embotits i formatges. En algunes masies es feien botes de vi, es cosien espardenyes o sàrries per carregar els animals.

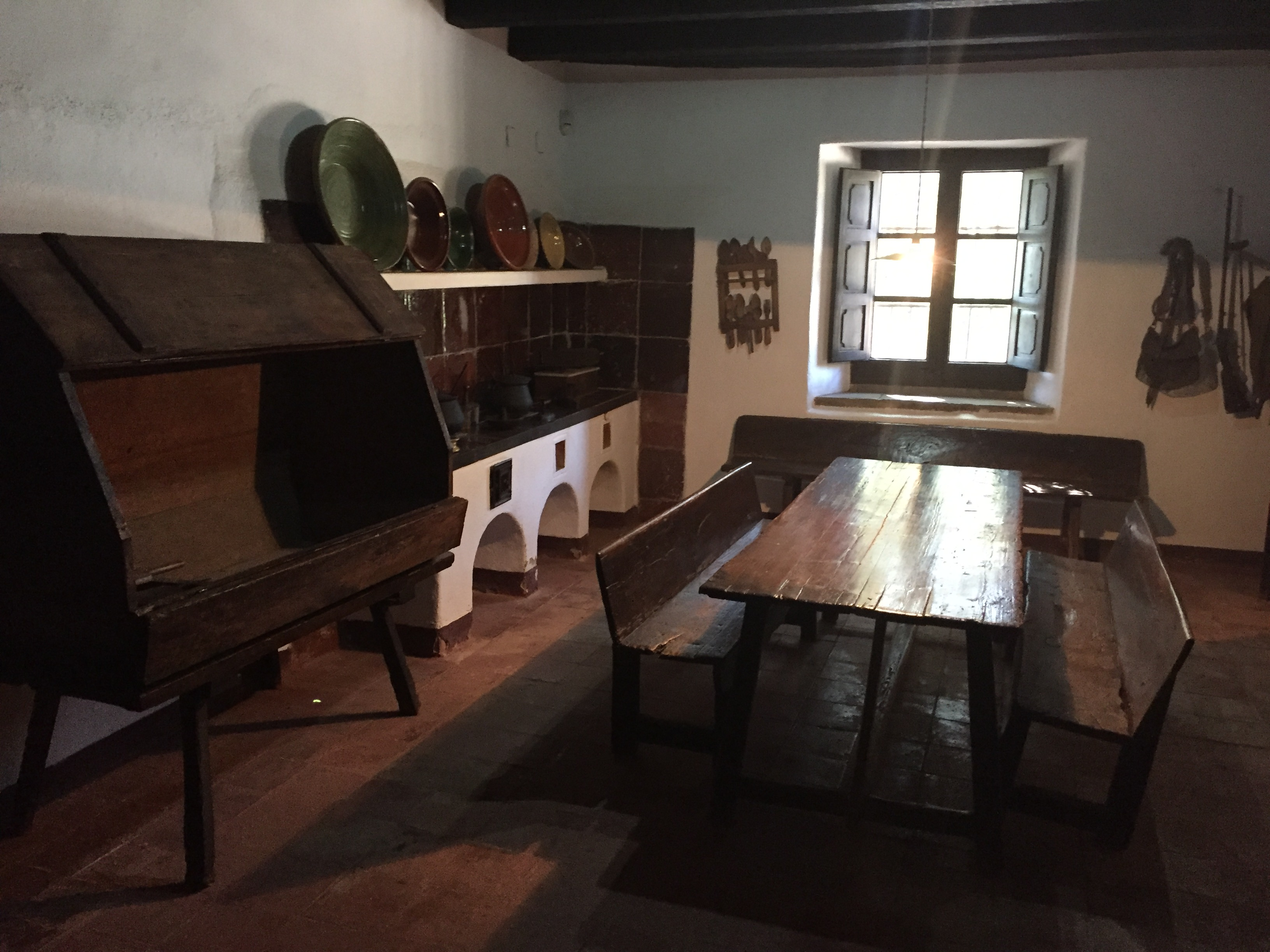
Cuina típica d'una masia a Can Deu, Sabadell, Vallès Occidental.

Conjunturalment i en l'actualitat, la masia es pot considerar des del punt de vista paisatgístic com una casa de camp pròpia de l'entorn agrari estructurat en masos. També un habitatge fora d'una població al voltant del qual s'organitza una explotació agrària familiar. En el sector del turisme rural es defineix com una casa unifamiliar, fora o allunyada d'un nucli de població i dins d'una explotació agrícola, ramadera o forestal, on el titular presta el servei d'allotjament.

## Denominació
Al País Valencià, la masia és típica als sectors amb conreus de secà com al Maestrat, la Plana, l'Alcalatén, la Ribera Alta, l'Alcoià o el Comtat, diferentment de l'alqueria, pròpia de les àrees on hi ha terres de regadiu. A Mallorca s'anomena possessió, i lloc a Menorca on aquests noms es fan servir també per a designar el conjunt de les terres d'una finca agrícola.
En altres indrets de la península Ibèrica hi ha edificacions semblants com la pardina a Aragó, mas a la Ribagorça, el Matarranya, els Ports, el Maestrat i altres comarques valencianes. Alqueria a l'Horta de València i masada a l'est de Terol. Caseriu (Baserri) al País Basc, pazo a Galícia i cortjo a Andalusia i Extremadura.
S'anomena bòria i bòrda a d'Occitània, mas al Llenguadoc i sobretot a Provença. A Itàlia rep el nom de masseria. A Sud-amèrica s'anomena estancia i són especialment presents a l'Argentina i l'Uruguai.

## Distribució geogràfica
Als Països Catalans és un tipus de construcció rural molt estesa a la Catalunya Vella, però també té una marcada presència a les zones muntanyoses de la Catalunya Nova i el País Valencià. Edificacions d'ús i aspecte semblants, se'n troben arreu d'Europa i per tot el món.
Segons un estudi realitzat a partir de les dades del Nomenclator de l'any 1860, a Catalunya el nombre de masies per quilòmetre quadrat s'acostava a 1,05, encara que aquesta mitjana no és totalment representativa de les masies en cada municipi. La distribució en el territori varia notablement. Els municipis amb major densitat de masies són a les comarques centrals i litorals de la meitat nord i alguns municipis de les terres de l'Ebre. Les densitats més baixes són a les terres de ponent i a les comarques dels Pirineus.

## La masia i les edificacions annexes
A més de la casa que serveix d'habitatge, les edificacions annexes tenen finalitats productives i domèstiques: els estables i els corrals, la pallissa, el porxo per guardar el carro, la bassa, el pou, la font, el safareig i, als masos més benestants, la capella. Totes aquestes finalitats queden reflectides en l'estructura, les formes i les dimensions de les masies. Els diferents espais i edificis s'articulen al voltant d'un pati, o d'un espai buit, pavimentat amb terra premsada, còdols, pedres planes o rajoles, que funciona com a era per batre els cereals.
El nombre, el tipus i les dimensions de tots aquests elements i l'articulació i distribució varien segons l'orientació productiva i la capacitat econòmica del mas, mirant sempre de trobar una organització que faciliti les feines en el transcurs de l'any. A més a més de les activitats agrícoles, ramaderes i forestals, els recursos disponibles al territori feien possible altres activitats, com ara la fabricació de carbó (carboneres) o de gel (pous de gel i de glaç) que requerien construccions específiques i on es pogués emmagatzemar la producció i allotjar els treballadors. En aquest sentit, els masos més importants van instal·lar molins i serradores al costat dels rius per aprofitar la força de l'aigua.

## Tipus de masies

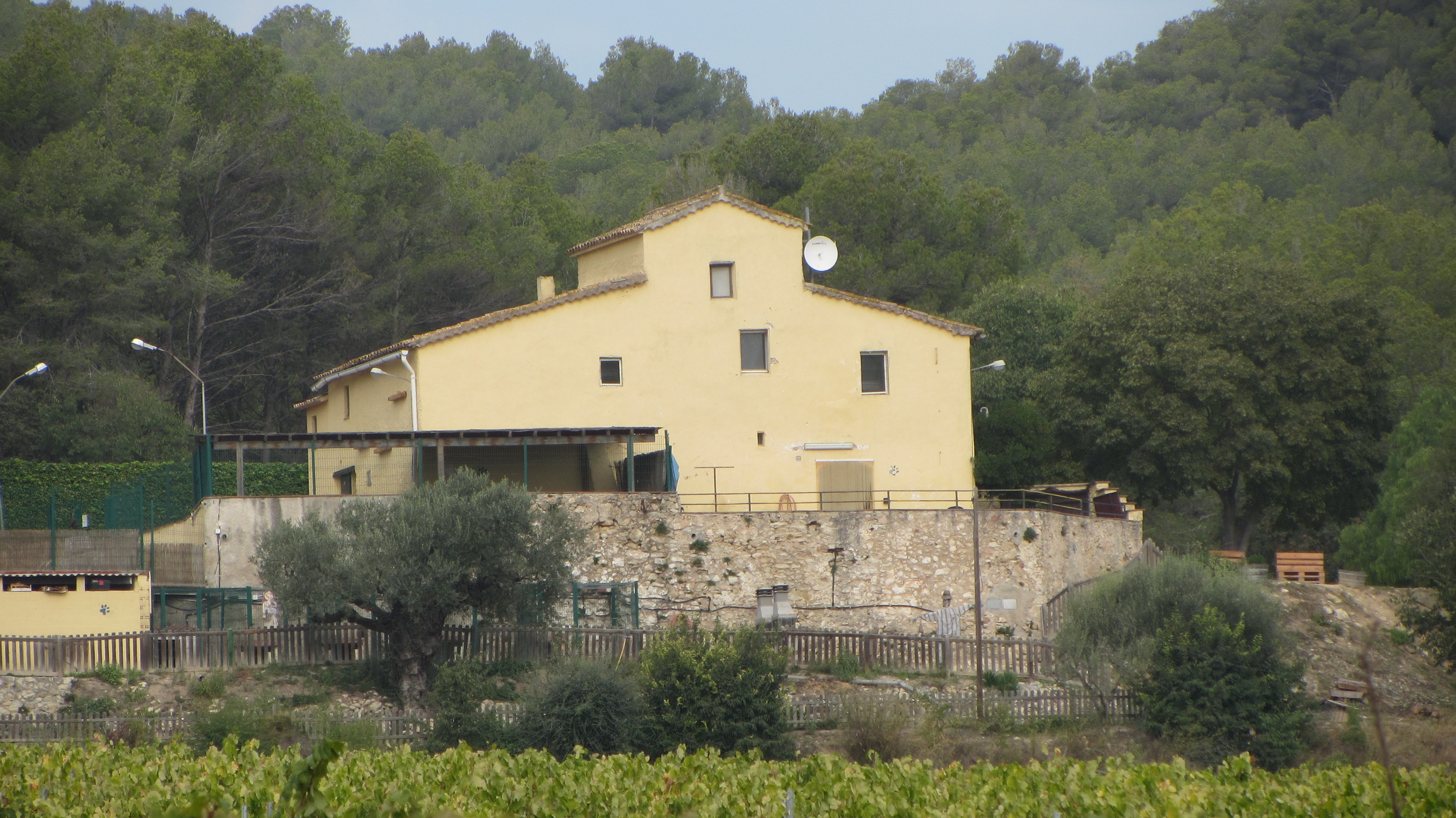
Can Cugols, Masia basilical del municipi de Sant Martí Sarroca.

Hi ha diferents tipus de masies. Els elements més significatius de la tipologia són la composició volumètrica (cobertes, vessants), els acabats i la composició de la façana principal i les edificacions annexes. Joan Curós en diferencia set tipus:
- masies petites de l'alta muntanya: amb vessants que desguassen cap a les façanes principal i posterior.
- masies mitjanes (les més comunes): els vessants desguassen cap a les façanes laterals, totes amb dos vessants de coberta.
- masies grans o cases pairals: disposen de quatre vessants de coberta
- masies amb torre: estan annexades a una torre compartint les dependències interiors dels dos volums.
- masies basilicals: tenen un cos central de major alçada respecte als dos laterals, així el volum més alt disposa de dos vessants que desguassen cap als faldons (de menor altura) que desguassen a les façanes laterals.
- masies de vinya: formen un conjunt construït on s'inclou la masia i els edificis complementaris configurant un pati central.
- masies colonials: es distingeixen pels seus acabats i ornamentacions. Són edificis grans on predomina la simetria.

Els tres primers tipus i les masies basilicals es distingeixen per la disposició dels vessants de coberta.

## Característiques constructives i arquitectòniques
Es construeixen amb els materials locals disponibles a cada contrada. En els territoris pirinencs i muntanyosos s'ha fet servir la pedra picada i en els llocs on escasseja, les toves. El primer metre i mig sempre és de pedra. El gruix de les parets sol ser considerable, entre 30 i 50 centímetres. Antigament les pedres s'ajuntaven amb fang o fins i tot sense sense emprar cap massa de cohesió, però més tard es va fer servir el ciment o la calç. L'amplada de la planta sol ser estreta, si fa no fa de 5 metres al màxim, de manera que la façana de l'entrada i la part oposada solen ser allargassades, comparades amb les altres dues vessants. La compartimentació interior (envans) es fa amb fusta, maó o canya enguixada (canyissada).

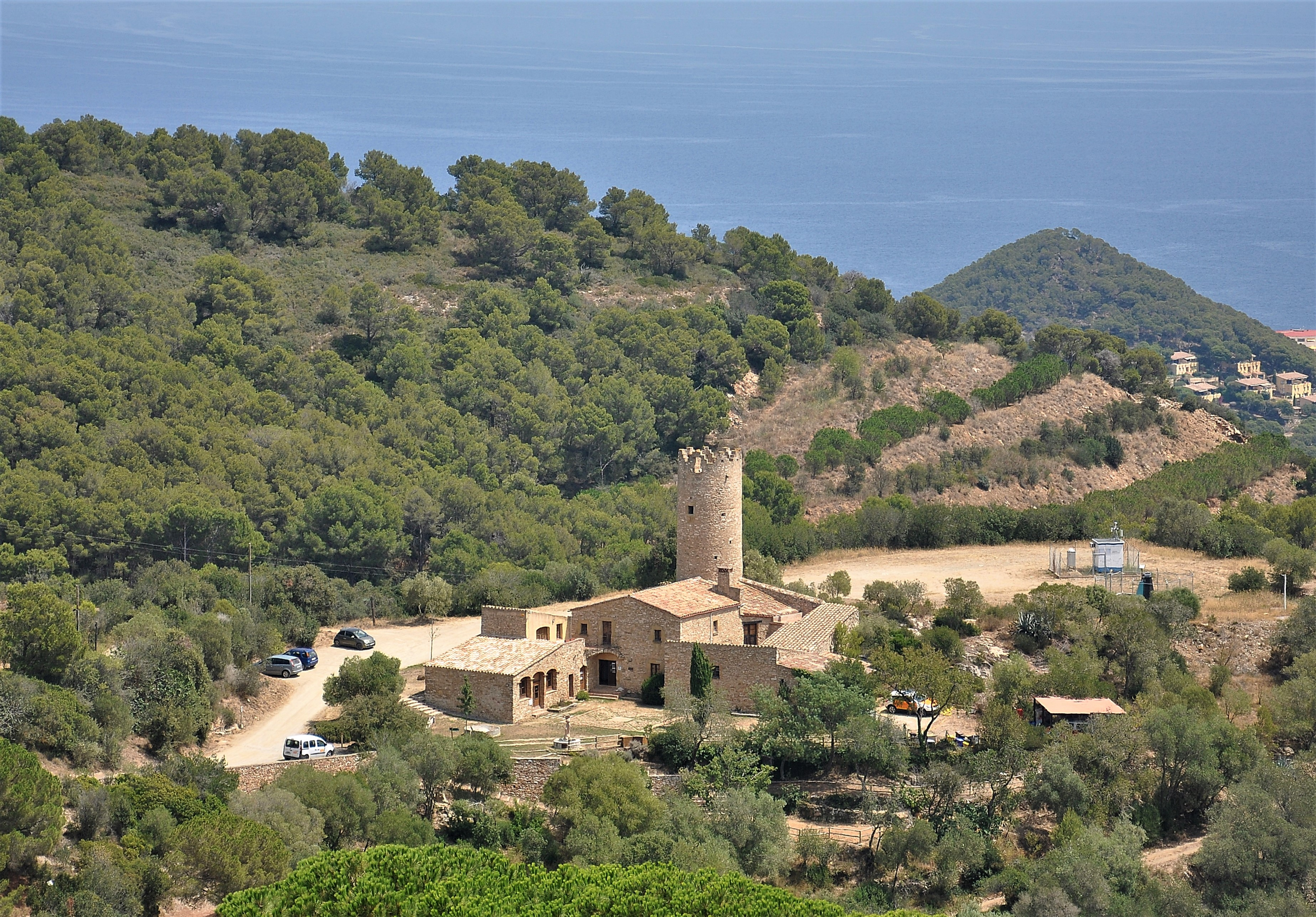
Masia amb una torre adossada al Mas d'en Pinc, Begur, Empordà.

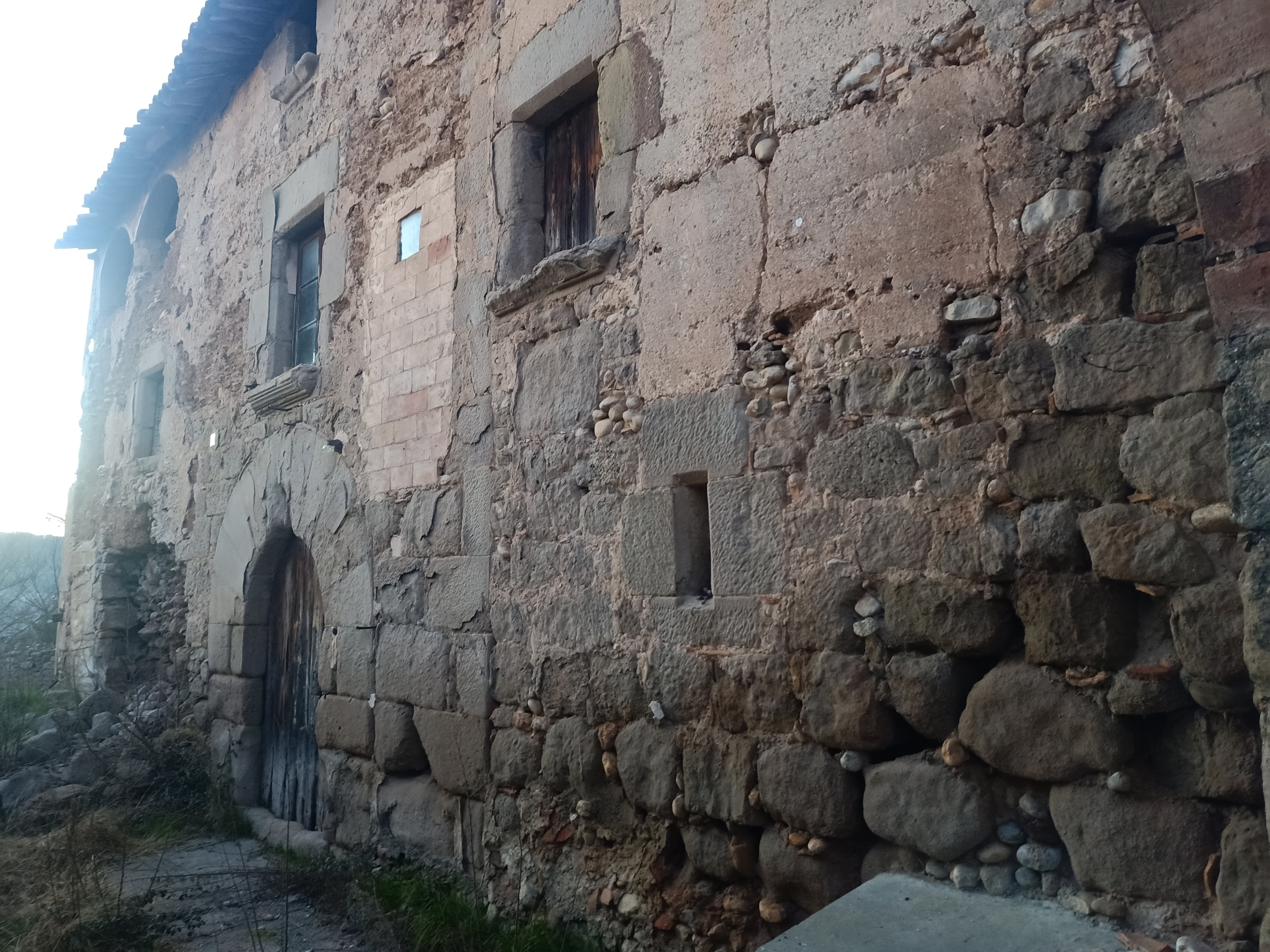
Masia Cal Ramons a Gironella.

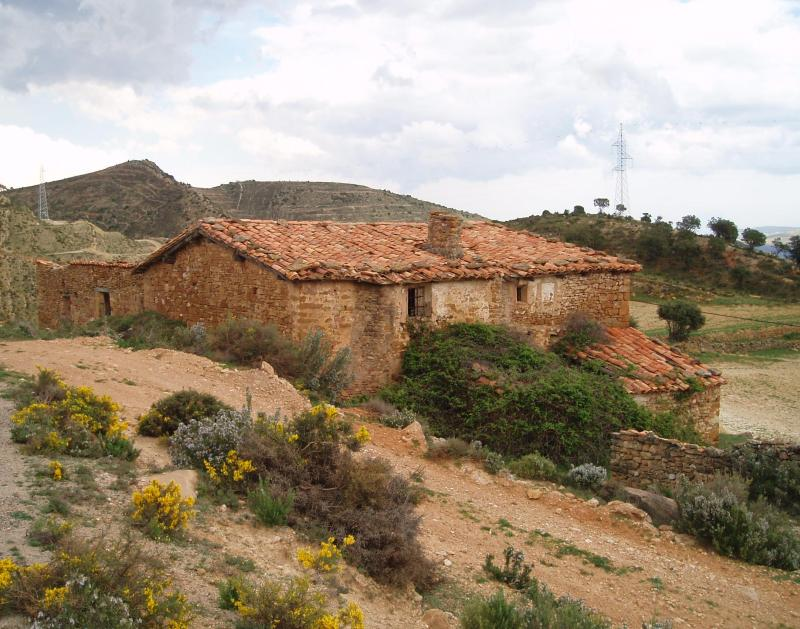
Masia de la Tejeria, a Olocau del Rei, els Ports.

Pel que fa a les característiques arquitectòniques més comunes en destaca una gran façana en la qual hi ha la porta principal, adovellada fins al segle xvi i de llinda més endavant. És habitual que aquesta façana s'orienti a migjorn i sigui guarnida amb un rellotge de sol al capdamunt.
Típicament tenen dues plantes. La inferior dedicada a les feines d'explotació agrícoles o ramaderes (amb espais per al gra, botes per als vins o el bestiar) i la superior dedicada a l'habitatge. Això no és una norma estricta i la disposició interna de les peces pot canviar considerablement entre unes i altres masies. Amb freqüència el bestiar es guardava en construccions d'una sola planta annexes a l'edifici principal.
A les àrees pirinenques, la teulada es fa amb lloses de llicorella blava o grisa, mentre que a la resta es fa amb teules. Tant en un cas com en l'altre descansen sobre bigues de fusta disposades de forma perpendicular a la façana. La teulada sol tenir dues vessants, totes dues perpendiculars a la façana. És un fet força distintiu i rarament no és així. La teulada sobresurt dels murs de manera que protegeix els voltants immediats de la pluja.
El sostre al principi era pla però a partir dels segles xvi i xvii en les masies més notables té forma de volta de creuer. Tanmateix les masies més antigues heretades al llarg dels segles, han anat acumulant guarnicions interiors molt riques.
En l'actualitat, són preuades per al turisme rural o com a casa de colònies, en oferir grans habitatges rústics allunyats dels nuclis urbans i propers a boscos i paisatges naturals.

## Materials emprats en la construcció de les masies
Els materials de construcció que el pagès fabricava o comprava eren normalment els mateixos que utilitzava l'arquitectura urbana tradicional de l'època. D'acord amb les possibilitats econòmiques, el pagès incorporava a la construcció de la casa del mas, peces de pedra picada o carreus de cantonada, els marcs de finestra, els portals adovellats i altres pedres treballades. També els materials ceràmics: les teules, les rajoles i els maons, i de fusta com les llates i els taulons. El sentit econòmic del pagès ha aprofitat al màxim els materials més bàsics que el terreny li podia proporcionar. Per tant, és molt interessant descobrir als voltants de cada masia la pedrera i els rius o rierols on obtenia la sorra i el forn on produïa la calç. Matèries primeres de l'entorn del mas que expressen la relació entre la casa i la terra.

### La pedra

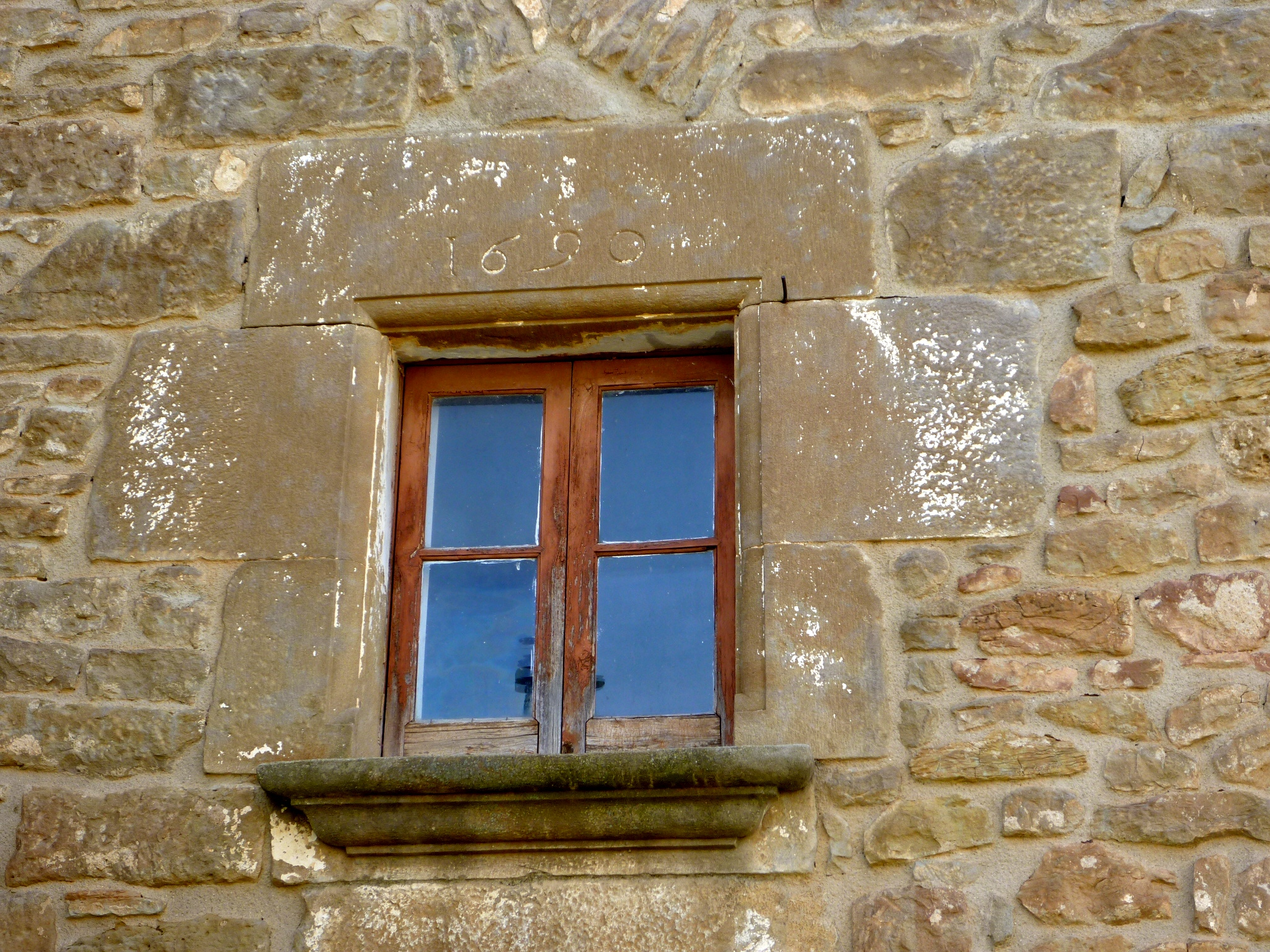
Finestra a la masia de Bajona, Clariana de Cardener, Solsonès.

També és un dels materials elementals de la majoria de construccions rurals, menys en els casos en què en fos molt difícil l'obtenció. La pedra ha estat, des de sempre, signe de bona edificació. Les seves característiques principals són la compacitat, la resistència i la durabilitat. Cada família, segons les seves possibilitats econòmiques, comprava pedres picades amb diferents nivells d'acabats i d'ornamentació. D'aquesta manera, la sofisticació estilística dels elements dels marcs de pedra de les masies sovint representen el nivell social i econòmic dels seus propietaris. Els motius ornamentals realitzats a les pedres picades es feien seguint la tècnica escultòrica comuna de l'època. Les formes ben resoltes de les figures esculpides, sobretot en finestrals i portalades, demostren un bon domini de l'art figuratiu per part dels picapedrers i els mestres de pedra.

### La fusta

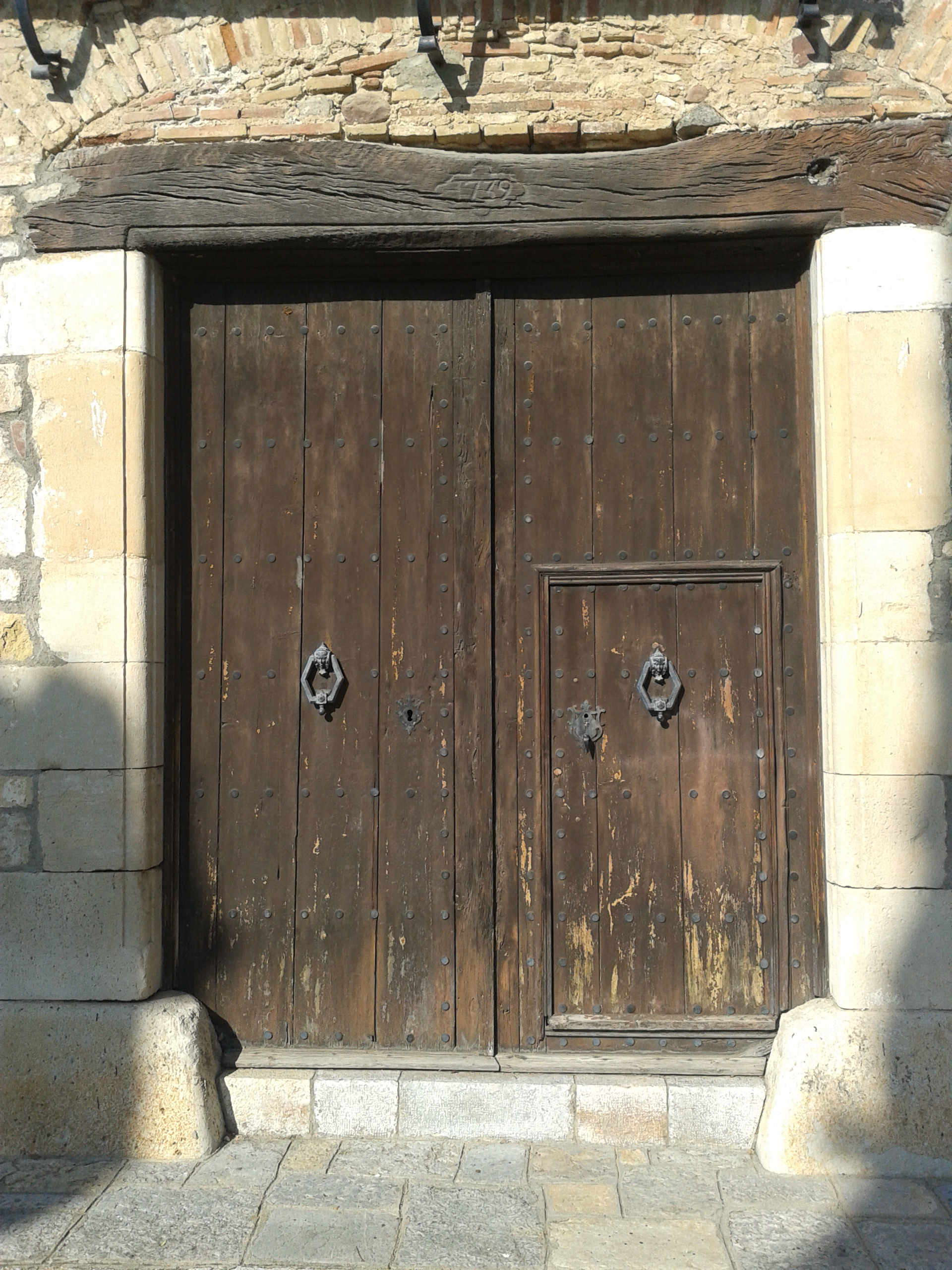
Porta de fusta del Mas d'en Bosch, Cambrils, amb la inscripció 1739 a la llinda de fusta.

La fusta sovint s'extreia dels boscos pròxims a l'edificació, i se'n feien elements estructurals com els cairats, les jàsseres, les llates i les encavallades. L'alçada dels arbres determinava les crugies de les edificacions. Tenir una masia feta amb el bigam de fusta revessa o de fusta difícil de treballar com la de roure, era per al pagès un signe d'orgull, ja que equivalia a tenir una casa sòlida i ben feta. La fusta, dins del procés constructiu d'una masia, estava molt relacionada amb els tipus de boscos i d'arbres de ribera de la comarca. Cal dir que el pagès diferenciava molt bé la qualitat i durabilitat de la fusta dels diferents arbres. El pagès valorava les fustes resinoses com les més completes (el pi del país) per les seves qualitats de resistència, per la duresa i el bon comportament al llarg dels anys. Per altra banda hi ha fustes fortes com la de roure, castanyer i faig, que eren valorades per l'alta densitat i també per la resistència. Les fustes de teixit fi com la de cirerer, olivera i pomera, eren ideals per fer mobles i per als treballs d'ebenisteria i acabats. La fusta, en el període preindustrial, per la lleugeresa, resistència i facilitat d'obrar, ha tingut múltiples funcions estructurals i constructives. Les seves aplicacions més importants són els elements estructurals, les soleres, els paviments i els aplacats, i la fabricació de portes i finestrals.

### El fang i la ceràmica
El fang també es feia servir molt en la construcció. Era fàcil d'obtenir i tenia qualitats adherents. Si es formava en motlles i es coïa en un forn s'obtenia la ceràmica i els maons de gran impermeabilitat i resistència, a més dels rajols. La major part de les masies varen utilitzar la ceràmica per a la construcció de les voltes, els teulats i els paviments. Les rajoleries catalanes preindustrials fabricaven fonamentalment la teula, el maó i la rajola. També el cairó (rajol massís gruixut i quadrat) i algunes peces de formes geomètriques especials segons els costums de cada comarca.

### La calç i el guix
La calç per a la construcció de les masies s'obtenia calcinant la roca calcària en els forns de calç ubicats, normalment, a la rodalia de molts pobles i masos. Del procés de cocció sorgia la calç viva. El mestre de cases amarava la calç viva posant-la en contacte amb l'aigua. De manera semblant s'obtenia el guix, mitjançant la deshidratació per cocció del sulfat de calci hidratat.

### La terra i la sorra
La construcció amb terra (fang) és sinònim de senzillesa. La terra té una solidesa i una durabilitat considerables en les parets de tàpia o bé com a morter en les parets de pedra. La terra és un material de construcció utilitzat en els masos més austers, en els edificis i zones mancades de pedra o en aquells llocs on existia la tradició constructiva. Les característiques fonamentals són la rapidesa de manipulació, el baix cost, el bon aïllament tèrmic i la incombustibilitat. Pel que fa a la sorra, era un altre material bàsic per a elaborar els morters amb la corresponent barreja de calç. Podia ser de gra fi, de gra normal i de gra gros o granada.

## Els sistemes estructurals
El sistema de construcció està basat en la combinació d'elements d'una gran senzillesa: el mur de càrrega i els pilars, els arcs i les voltes, el bigam (les jàsseres, els cavalls i les encavallades), els ràfecs de coberta, els sistemes de cobriment de l'estructura de la teulada i els revestiments.
- El mur de càrrega sol tenir un gruix considerable, d'una gran inèrcia tèrmica que regula la temperatura entre l'exterior i l'interior.
- El cavall[18] el formen dues jàsseres ajagudes perpendicularment l'una sobre l'altra i separades per una tercera biga que reposa verticalment en el punt d'intersecció, mantenint una diferència d'alçada entre ambdúes jàsseres.
- La jàssera és una biga mestra de fusta que suporta l'esforç que transmeten els cabirons (les bigues més petites) del pis o la teulada).[16]

Les masies estan construïdes amb el sistema estructural tradicional del país que són les crugies i el bigam o volta. Les parets mestres sovint solen estar separades entre 3 i 5 metres de distància per facilitar-ne el cobriment.

### Parets de càrrega
Segons l'orientació han estat anomenades tradicionalment: paret del frontispici o façana principal, paret de sol ixent, paret de sol ponent, paret de llevant o llevanet (façanes laterals) i paret de tramuntana (façana nord). La paret de càrrega pot ser seca, de fang (tapial), o bé de morter i pedra (maçoneria).
La paret seca, feta amb pedra sense junta d'argamassa, és el sistema més antic i més utilitzat en les construccions secundàries del territori més accidentat del país. La tècnica s'ha fet servir fins al segle xx en murs de contenció de feixes, en parets de separació de propietats i petites construccions d'emmagatzematge. Les parets de tapial es feien amb terra argilosa posada dins un encofrat de fusta d'un gruix determinat (40 o 50 cm) que depenia de la resistència que havia de suportar el mur. La paret de maçoneria, de pedra o morter, ofereix característiques de resistència i durabilitat. Aquestes parets estan formades per pedres unides amb morter de fang o amb morter de sorra i calç. Segons la forma de la pedra, les parets podien ser de factura ordinària (formada per pedres irregulars disposades d'una manera plana sense tenir cap selecció prèvia), concertada (si s'havien triat les pedres que tenien una cara plana per tal de situar-les en les parts exteriors de la paret), engaltada (formada per pedres seleccionades els costats dels quals es regularitzaven mitjançant el punxó i l'escarpa) i finalment la més inusual era la que estava feta de carreus (pedres tallades geomètriques i picades en totes les seves cares). El gruix de les juntes de morter variava segons les pedres emprades. D'aquesta manera, en les parets irregulars s'havien de fer juntes de morter d'entre 2 i 3 cm de gruix, mentre que en les parets més regulars, el morter oscil·lava entre 1 i 2 cm de gruix.

### Embigat

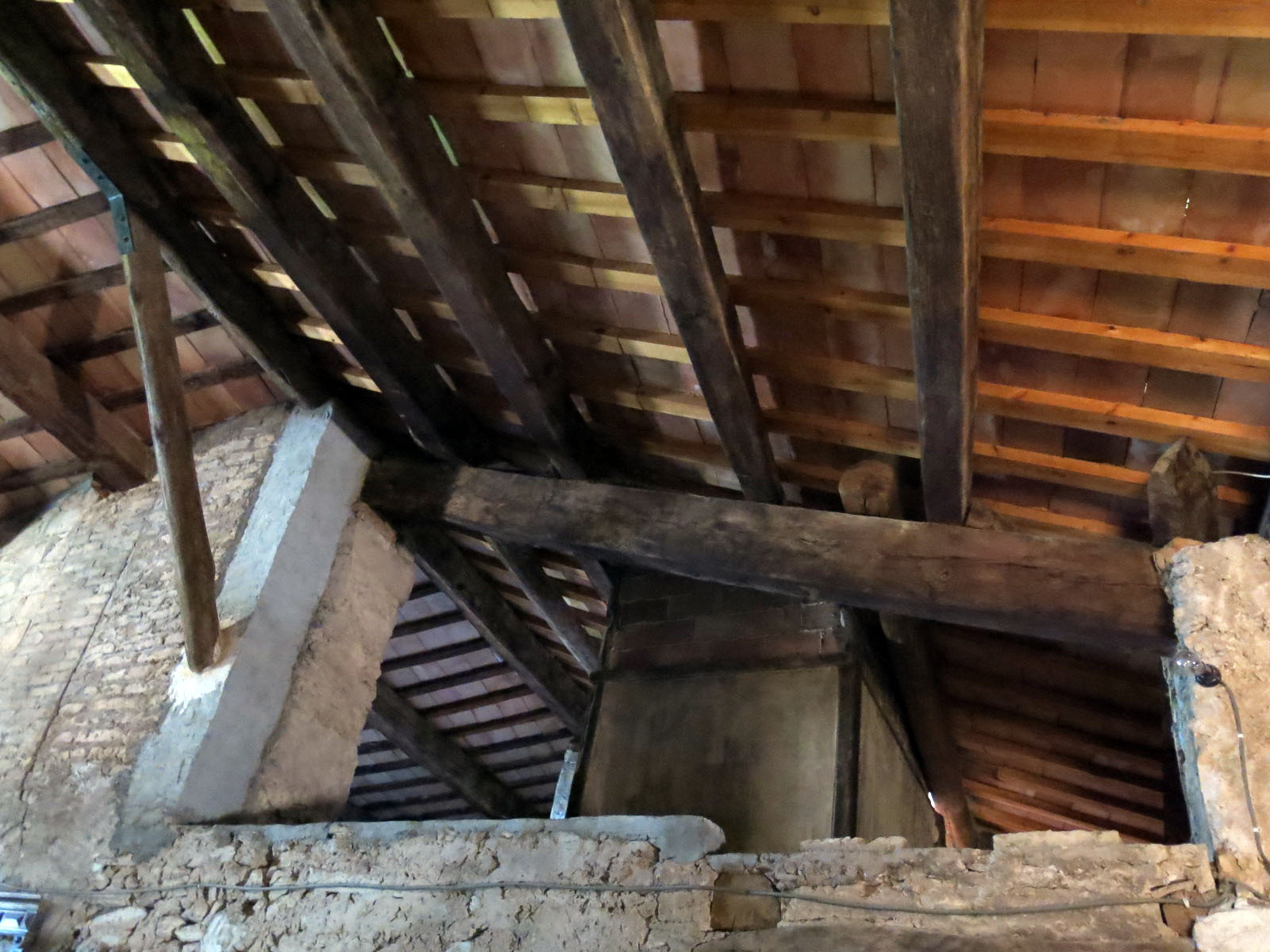
Embigat de la masia de cal Bosch a Mollerussa.

L'embigat és el conjunt de bigues horitzontals o inclinades que formen el sistema estructural de suport dels pisos. El sistema de bigues podia disposar-se encastat a les parets, recolzat sobre les jàsseres de fusta, o bé col·locat sobre els arcs transversals. La construcció era normalment regular, amb una distància de separació entre 50 i 70 cm. A les zones més humides de la casa s'evitava encastar el bigam a les parets i es recolzava a les bigues laterals paral·leles a les parets, per tal d'evitar-ne el deteriorament per la humitat.

### L'arc i la volta
L'arc era per al mestre de cases el sistema més lògic de foradar un mur de càrrega. Les línies de força verticals de la paret són desviades per l'arc fins al punt d'arrencada. A les masies existeix el mateix repertori i tipus d'arcs que a l'arquitectura civil: l'arc rodó, apuntat, rebaixat, ansa de paner, etc. Segons els materials utilitzats: l'arc de pedra irregular, l'arc de carreus, l'arc de maó a plec de llibre o l'arc de maó pla.

### Façanes
El més remarcable de les façanes de les masies, de composició senzilla i d'un cert minimalisme arquitectònic, és que desprenen intemporalitat. L'ordre, l'equilibri i el sentit de pesadesa de les formes i els volums de la masia són unes característiques pròpies de la tradició arquitectònica catalana. Les parets exteriors de la masia podien estar tractades amb diferents tipus d'acabats, que tenen la funció de protegir i dignificar les parets de càrrega. Per això els arrebossats i estucs tenien un clar sentit de protecció. Normalment, els arrebossats es deixaven naturals i sense pintar. El color de la sorra, els tons terrosos de la calç i les tonalitats que sorgien amb el pas del temps, s'integraven a les façanes. Els acabats de morter s'endureixen amb el temps, donant una crosta de protecció a l'edifici de gran eficàcia a causa de la reacció de la calç en contacte amb l'aire. Els carreus i la pedra picada de les cantonades i de les obertures quedaven sense arrebossar per un problema d'adherència dels morters sobre les superfícies fines de la pedra, i per deixar vistes les parts constructives més preuades i més treballades de l'edifici.

### Paviments

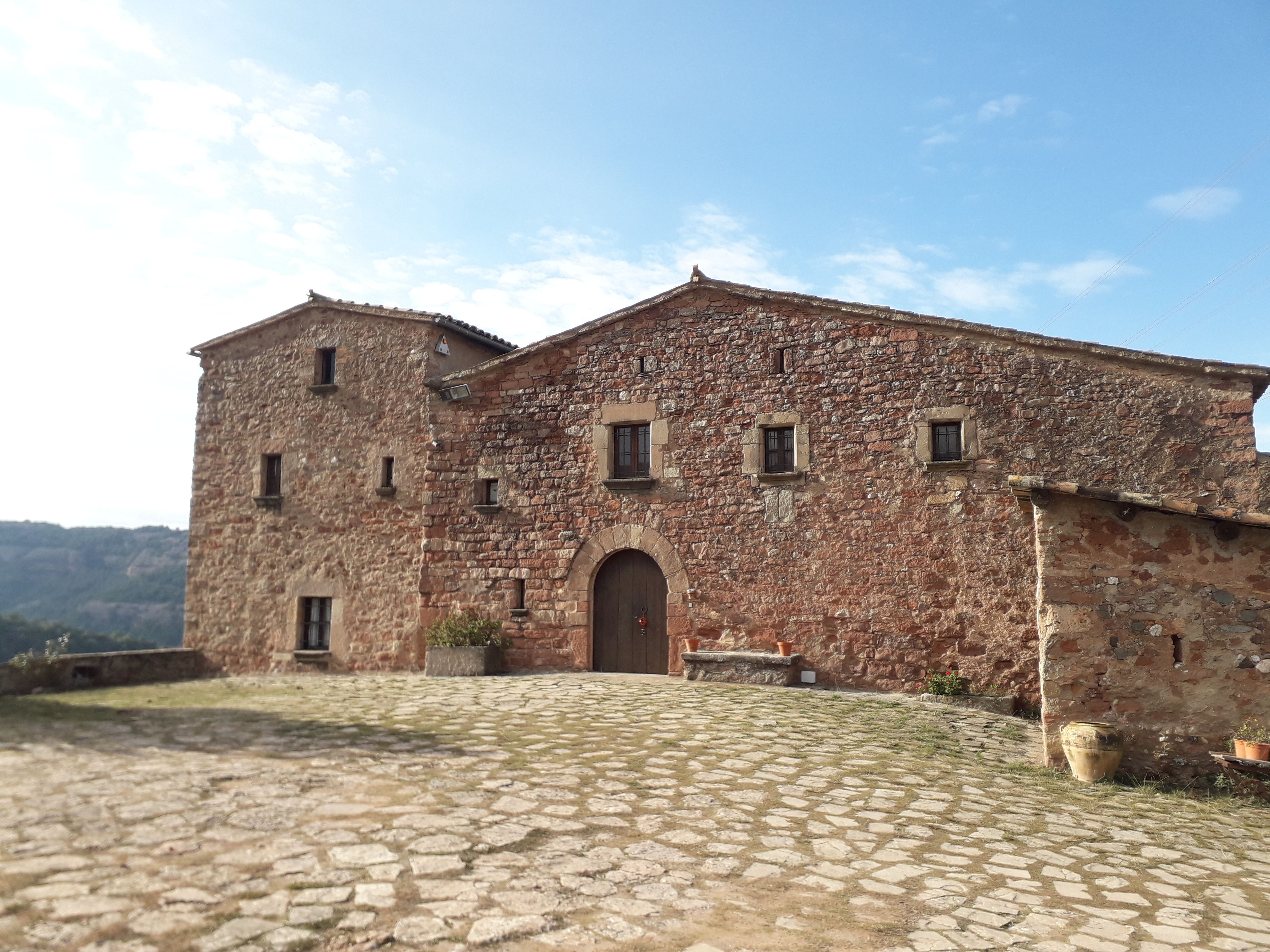
Paviment amb lloses de pedra a l'era de la masia de Sant Lleïr del terme de Mura, Bages.

Els paviments de les cases de pagès han evolucionat des de la pedra i la fusta fins a la ceràmica. Els primers paviments emprats, a les plantes baixes i a les plantes de pis sobre les voltes d'argamassa, eren de lloses planes col·locades sobre el terra, o bé pedres irregulars o arrodonides formades per còdols de riu encastades al sòl. Aquestes dues solucions s'han emprat a la majoria de les masies, unes solucions de gran resistència que també ajudaven el bestiar a no relliscar. A partir del segle xvii la majoria dels paviments de pedra se substituïren per paviments de peces ceràmiques de rajol. El maó quadrat de 3 a 4 cm de gruix és un dels paviments més utilitzats.
El pagès va construir les masies amb la clara intenció que duressin. Una durabilitat que els anys han demostrat assolida, sobretot en les cases que han tingut un manteniment periòdic i unes reformes continuades.

## Història

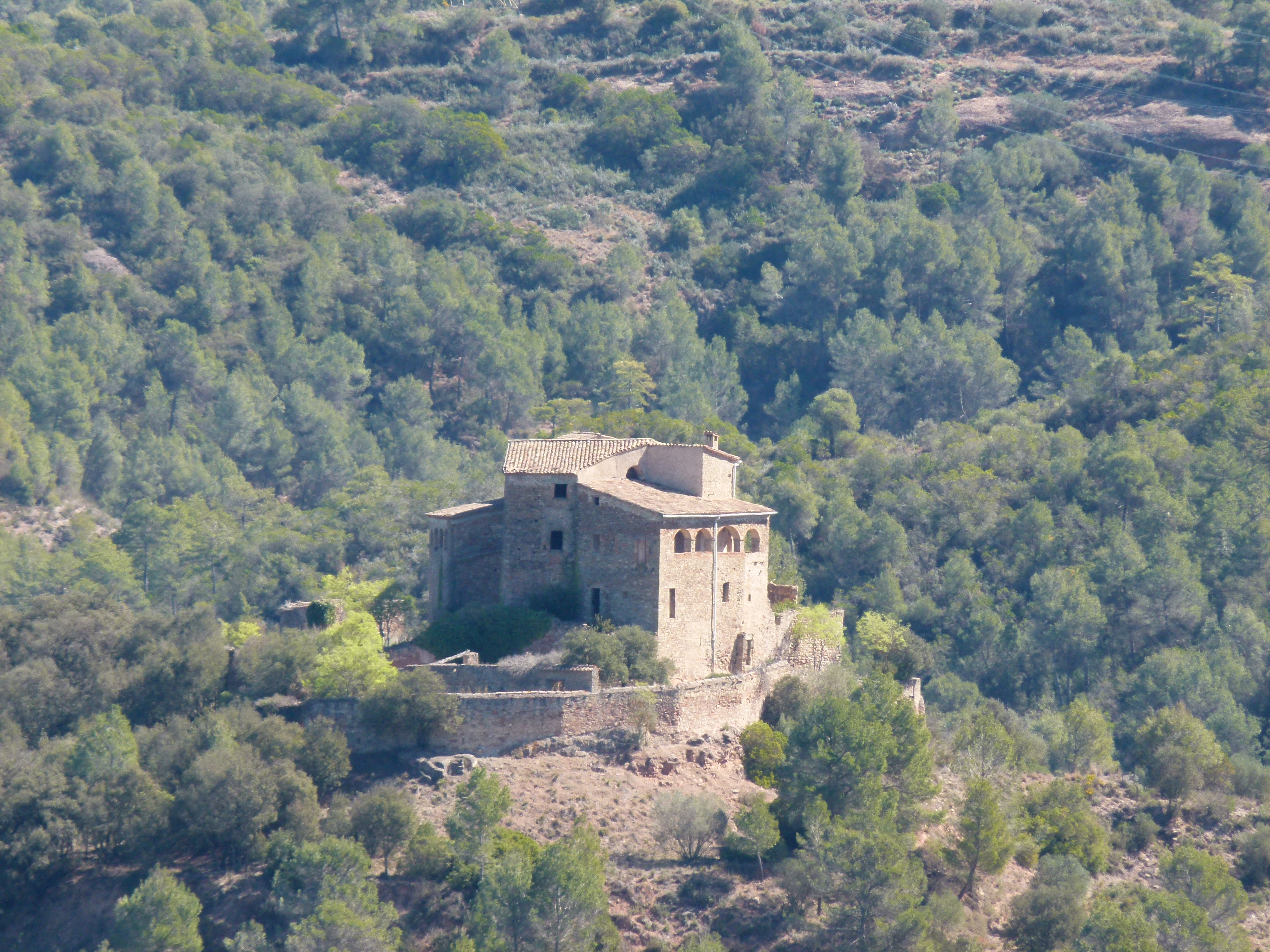
El Farell, masia fortificada a Mura, Bages.

Des de l'edat mitjana, el mas ha esdevingut la unitat bàsica d'ocupació del territori en molts indrets de Catalunya per raons econòmiques, socials i polítiques. Les masies, sempre lligades als masos, tenen origen medieval. Molts masos medievals van quedar despoblats després de la Pesta Negra i també quedaren molts anys abandonats més endavant, durant les crisis econòmiques i demogràfiques entre 1430 i 1490. Moltes masies, girebé desaparegueren sense deixar rastre i no foren restaurades posteriorment pels senyors feudals. En períodes de creixement demogràfic dels segles XVI-XVIII, es crearen nous masos. La majoria dels masos existents al tombant dels segles XVIII i XIX tenen un origen medieval. El poblament dels masos al llarg de la història, en diferents èpoques, ha anat canviant el paisatge dels masos i l'arquitectura de les masies des de l'Edat Mitjana fins a l'època moderna i actual.
En la història, la construcció de l'edifici de la masia, ha anat acompanyada en cada moment del model arquitectònic de l'època, usant els materials més comuns que hi havia a l'abast de tothom. Les masies s'han format en anys i a poc a poc, en sintonia amb les necessitats econòmiques dels habitants. La majoria es poden considerar un veritable document històric en si mateixes, comptant amb les estances i els espais que s'han afegit o remodelat durant la seva història.

## Toponímia, noms i renoms de les masies
La majoria de masies porten el nom dels que van ser o són els seus propietaris. Sovint un antropònim, o un renom: Can Mercader, Can Casanoves, Cal Treserra, Cal Jaumet, Ca l'Arnau, Ca l'Olivella. En la majoria dels casos el nom o renom s'ha mantingut en el temps pels hereus i ja figurava en les escriptures i altres documents antics. Molts noms de masos i masies s'han modificat amb el pas del temps i van adoptar el nom dels nous propietaris. Hi ha masies que en la història han rebut diversos noms: Can Rocamora, Can Belluguins.
Altres masies porten el nom del lloc (topònim) o la partida de terra on estan situades: masia de Puigventós, masia dels Arcs, masia dels Plans, l'Alzina. Hi ha un bon nombre de masies que tenen i mantenen el nom del mas, que popularment també s'usa per a anomenar l'edifici concret de la masia: mas Claret, mas Gassol. Hi ha masies o grups de masies que han donat nom a núclis de població dins dùn terme municipal: Can Parellada, i fins i tot a alguns municipis: les Masies de Voltregà, les Masies de Roda.

## Protecció a Catalunya

### El catàleg municipal
El catàleg de masies pretén afavorir la conservació i la recuperació del patrimoni rural d'edificacions en sòl no urbanitzable, corregir els impactes negatius i incentivar l'economia i el desenvolupament al món rural. També es vol la dinamització del sòl no urbanitzable amb l'admissió de diferents usos en els elements catalogats. La catalogació incideix en l'ordenació del sòl no urbanitzable i pot contribuir a evitar la pèrdua de població i a conservar el paisatge i el teixit rural en compatibilitat amb l'activitat agrària. Alhora, permet incidir en les intervencions de rehabilitació i reconstrucció de les masies catalogades.
El Catàleg de masies és un document que elabora cada municipi en el qual s'hi identifiquen les edificacions que cal preservar i si escau destinar-les als usos regulats autoritzables. El Catàleg pot formar part del POUM o bé redactar-se com un Pla Especialespecífic i s'hi poden incloure tres tipus d'edificacions:
- Les masies i cases rurals que calgui preservar i recuperar per raons arquitectòniques, històriques, ambientals, paisatgístiques o socials.
- Les construccions anteriors a l'entrada en vigor dels primers instruments de planejament urbanístic general en cada municipi i que calgui preservar i recuperar per raons arquitectòniques o històriques.
- Les construccions rurals en desús, que es poden rehabilitar per corregir-ne l'impacte ambiental o paisatgístic. Aquesta rehabilitació pot comportar, si cal, reduir-ne el volum preexistent[27]

L'any 2022, a Catalunya hi havia un total de 444 municipis amb catàleg, el que representa un 46,9% dels municipis de Catalunya i un 49,1% del total de la superfície del territori.

### Legislació
- Decret Legislatiu 1/2010, de 3 d'agost, pel qual s'aprova el Text refós de la Llei d'urbanisme.[29]

- Llei 3/2012, del 22 de febrer, de modificació del text refós de la Llei d'urbanisme, aprovat pel Decret legislatiu 1/2010, del 3 d'agost.[30]